# Hamden (Ohio)
Hamden és una població dels Estats Units a l'estat d'Ohio. Segons el cens del 2000 tenia 871 habitants.

## Demografia
Segons el cens del 2000, Hamden tenia 871 habitants, 344 habitatges, i 255 famílies. La densitat de població era de 590 habitants per km².
Dels 344 habitatges en un 29,7% hi vivien nens de menys de 18 anys, en un 57,8% hi vivien parelles casades, en un 11,9% dones solteres, i en un 25,6% no eren unitats familiars. En el 22,1% dels habitatges hi vivien persones soles l'11,6% de les quals corresponia a persones de 65 anys o més que vivien soles. El nombre mitjà de persones vivint en cada habitatge era de 2,53 i el nombre mitjà de persones que vivien en cada família era de 2,92.
Per edats la població es repartia de la següent manera: un 24,5% tenia menys de 18 anys, un 9,1% entre 18 i 24, un 26,2% entre 25 i 44, un 23,8% de 45 a 60 i un 16,5% 65 anys o més.
L'edat mediana era de 38 anys. Per cada 100 dones de 18 o més anys hi havia 84,3 homes.
La renda mediana per habitatge era de 27.625 $ i la renda mediana per família de 32.083 $. Els homes tenien una renda mediana de 30.250 $ mentre que les dones 18.929 $. La renda per capita de la població era de 13.242 $. Aproximadament el 13,5% de les famílies i el 18,9% de la població estaven per davall del llindar de pobresa.

## Poblacions més properes
El següent diagrama mostra les poblacions més properes.